# Вулиця Академіка Сєркова
Ву́лиця Акаде́міка Сє́ркова — вулиця у Святошинському районі міста Києва, житловий масив Микільська Борщагівка. Пролягає від проспекту Леся Курбаса до бульвару Миколи Руденка.
Будинки на вулиці, розташовані з парного (західного) боку, приписані до проспекту Леся Курбаса та бульвар Миколи Руденка, 18, з непарного (східного) — парк «Гамбурзький» та будинки за адресою бульвар Миколи Руденка, 14З, 14Е, 14Д, 14А.

## Історія
Виникла на межі 60–70-х років XX століття як вулиця без назви. 1985 року отримала назву вулиця Володимира Ульянова, на честь радянського державного діяча Володимира Ульянова-Леніна. У 1997 році депутатами Київради було проголосоване рішення перейменувати вулицю Володимира Ульянова, яка мала отримати назву вулиця Євгена Маланюка, на честь українського письменника і літературного критика Євгена Маланюка. Це рішення було прийняте не належним чином і не мало жодних правових наслідків.
Сучасна назва на честь академіка НАН України Пилипа Сєркова — з 2008 року. 